# Les Douze Chaises (mini-série)
 (août 2020).
Si vous disposez d'ouvrages ou d'articles de référence ou si vous connaissez des sites web de qualité traitant du thème abordé ici, merci de compléter l'article en donnant les références utiles à sa vérifiabilité et en les liant à la section « Notes et références ».
Pour l’article homonyme, voir Les Douze Chaises.
Les Douze Chaises (en russe : 12 стульев, Dvenadsats stulyev) est une mini-série musicale soviétique en quatre épisodes réalisée par Mark Zakharov en 1976. C'est une adaptation du roman éponyme d'Ilf et Pétrov, paru en 1928. Deux ans auparavant l'histoire est déjà portée à l'écran par Leonid Gaïdaï. Plusieurs acteurs apparaissent dans les deux versions, mais dans les rôles différents.

## Distribution
| Personnages                                          | Épisodes             | Épisodes                          | Épisodes                          | Épisodes             |
| Personnages                                          | 1 épisode            | 2 épisode                         | 3 épisode                         | 4 épisode            |
| ---------------------------------------------------- | -------------------- | --------------------------------- | --------------------------------- | -------------------- |
| Ostap Bender                                         | Andreï Mironov       | Andreï Mironov                    | Andreï Mironov                    | Andreï Mironov       |
| Hippolyte Matvieïévitch Vorobianinov (Kissa)         | Anatoli Papanov      | Anatoli Papanov                   | Anatoli Papanov                   | Anatoli Papanov      |
| Voix off                                             | Zinovi Gerdt         | Zinovi Gerdt                      | Zinovi Gerdt                      | Zinovi Gerdt         |
| Père Fiodor                                          | Rolan Bykov          | Rolan Bykov                       |                                   | Rolan Bykov          |
| Cantonnier Tikhon                                    | Nikolaï Skorobogarov | Nikolaï Skorobogarov              |                                   |                      |
| Alexandre Iakovlevitch dit Alkhen                    | Oleg Tabakov         | Oleg Tabakov                      |                                   |                      |
| fabricant de cercueils Bezentchouk                   | Gueorgui Vitsine     |                                   |                                   |                      |
| Sachkhen, femme d'Alkhen                             | Nelly Gocheva        |                                   |                                   |                      |
| Danseuse                                             | Lioubov Polichtchouk |                                   |                                   |                      |
| Katerine, femme du père Fiodor                       | Nina Lapchinova      |                                   |                                   |                      |
| Mme Petoukhova, belle-mère de Vorobianinov           | Tatiana Peltzer      |                                   |                                   |                      |
| Enfant de rue à Stargorod                            | Oleg Stepanov        |                                   |                                   |                      |
| Agronome Kouznetsova                                 | Natalia Jouravliova  |                                   |                                   |                      |
| Secrétaire de l'association de la ville de N         | Alexandra Dorokhina  |                                   |                                   |                      |
| Ivrogne dans la ville de N                           | Alexander Pyatkov    |                                   |                                   |                      |
| Mme Gritsatsouïeva                                   |                      | Lidia Fedosseïeva-Choukchina (ru) | Lidia Fedosseïeva-Choukchina (ru) |                      |
| Elena Stanislavovna Bour                             |                      | Vera Orlova                       | Vera Orlova                       |                      |
| Varfolomeï Korobeïnikov                              |                      | Mark Proudkine                    | Mark Proudkine                    |                      |
| Cantonnier de l'immeuble no 7                        |                      | Viatcheslav Bogatchev             |                                   |                      |
| Viktor Mikhaïlovitch Polessov, plombier              |                      | Saveli Kramarov                   |                                   |                      |
| Diadiev                                              |                      | Boris Oulianov                    |                                   |                      |
| Nikecha                                              |                      | Alexandre Permiakov               |                                   |                      |
| Monsieur Kisliarski                                  |                      | Dmitri Gochev                     |                                   | Dmitri Gochev        |
| Tcharouchnikov                                       |                      | Alexandre Chechko                 |                                   |                      |
| Lisa                                                 |                      |                                   | Tatiana Bozhok                    |                      |
| Kolia Kalatchiov                                     |                      |                                   | Viktor Proskourine                |                      |
| Commissaire-priseur                                  |                      |                                   | Evgueni Perov                     |                      |
| Ellotchka                                            |                      |                                   | Elena Chanina                     |                      |
| Ingénieur Chtchoukine                                |                      |                                   | Alexandre Abdoulov                |                      |
| Phyma Sobak                                          |                      |                                   | Vera Ivleva                       |                      |
| Avessalom Vladimirovitch Iznourionkov                |                      |                                   | Vsevolod Larionov                 |                      |
| Journaliste du journal Stanok                        |                      |                                   | Boris Sitchkine                   |                      |
| Persitski, reporter du journal Stanok                |                      |                                   | Mikhaïl Vodianoï                  |                      |
| Rédacteur du journal Stanok                          |                      |                                   | Grigori Spiegel                   |                      |
| Iakov Menelaevitch, administrateur du théâtre Colomb |                      |                                   |                                   | Boris Bekker         |
| Auteur du théâtre Colomb, incarnant Podkolessine     |                      |                                   |                                   | Nikolai Karachentsov |
| Animateur du tirage au sort                          |                      |                                   |                                   | Youri Medvedev       |
| Machiniste de théâtre                                |                      |                                   |                                   | Valentin Bryleïev    |
| Joueur d'échecs borgne                               |                      |                                   |                                   | Alexander Schirvindt |
| Ouvrier Metchnikov                                   |                      |                                   |                                   | Lev Borissov         |
| Ingénieur Brouns                                     |                      |                                   |                                   | Mikhaïl Svetine      |
| Moussik                                              |                      |                                   |                                   | Galina Sokolova      |
| Vieillard au salon de thé                            |                      |                                   |                                   | Emmanuel Gueller     |
| Veilleur au club                                     |                      |                                   |                                   | Pavel Pavlenko       |

## Fiche technique
- Production : Studio Ekran
- Réalisation : Mark Zakharov
- Scénario : Mark Zakharov d'après Les Douze Chaises d'Ilf et Petrov
- Photographie : Gueorgui Rerberg (ru), Vladimir Ocherov, Dmitri Sourenski
- Directeur artistique :  Boris Messerer (ru)
- Décors : Vladimir Eriomine
- Musique : Guennadi Gladkov
- Paroles des chansons : Youli Kim
- Chorégraphie : Léonide Taube
- Son : Tigran Silaïev
- Costumier : Tatiana Ivanova
- Montage : Tamara Aksionova, Nina Ossipova
- Genre : Comédie, Film musical
- Langue : russe
- Durée : 288 min.
- Pays : Russie/URSS
- Sortie : 1976